# Nauki o obronności
Nauki o obronności – jedna z dyscyplin naukowych wchodzących w skład obszaru nauk społecznych i dziedziny nauk społecznych, utworzona uchwałą Centralnej Komisji do Spraw Stopni i Tytułów z dnia 28 stycznia 2011 r. zmieniającą uchwałę w sprawie określenia dziedzin nauki i dziedzin sztuki oraz dyscyplin naukowych i artystycznych (M.P. 2011 nr 14 poz. 149).
Przedmiot badań nauk o obronności obejmuje problematykę obronną państwa w zakresie systemu obronnego państwa, teorii sztuki wojennej, w tym strategii, sztuki operacyjnej i taktyki. Przedmiotem badań tej dyscypliny są przygotowania obronne państwa i rozwój systemu obronnego państwa, w tym sił zbrojnych, a także organizacja i prowadzenie działań obronnych, operacji wojskowych, dowodzenie oraz szkolenie wojsk. Badania w tej dyscyplinie powinny służyć tworzeniu podstaw teoretycznych i rozwojowi systemu obronnego państwa oraz teorii sztuki wojennej i kierowania wojskami.